# Seznam železniških prog v Sloveniji
Leta 2006 je bilo v Sloveniji 1228,7 km železniške proge, od katere je bilo 330,4 dvotirne in 898,2 km enotirne. 1120,4 km proge je namenjenih za mešani promet, 2,2 km za potniški in 106,1 km za tovorni promet. 503,5 km proge je elektificirane. Na progah se nahaja tudi 3355 mostov, viaduktov in prepustov v dolžini 16,98 km ter 94 predorov in galerij v skupni dolžini 37,4 km. Celotno infrastrukturo dopolnjuje še 129 železniških postaj; 109 mešanih, 8 potniških in 11 tovornih.
Kratica d. m. v imenih prog pomeni državna meja.

## Glavne proge
V Sloveniji so naslednje glavne proge:
- Ljubljana–Dobova–d. m.
- Ljubljana–Jesenice–d. m.
- Zidani Most–Šentilj–d. m.
- Pragersko–Središče–d. m.
- Ormož–Hodoš–d. m.
- Ljubljana–Sežana–d. m.
- Pivka–Ilirska Bistrica–d. m.
- Divača–Koper

## Regionalne proge
V Sloveniji so naslednje regionalne proge:
- Ljubljana–Kamnik Graben
- Celje–Velenje
- Grobelno–Rogatec–d. m.
- Stranje–Imeno–d. m.
- Maribor–Prevalje–d. m.
- Lendava–d. m.
- Prešnica–Rakitovec–d. m.
- Jesenice–Sežana
- Prvačina–Ajdovščina
- Kreplje–Repentabor–d. m. (tovorna)
- Ljubljana–Metlika–d. m.
- Sevnica–Trebnje
- Grosuplje–Kočevje
- Novo mesto–Straža (tovorna)
- Nova Gorica–Vrtojba–d. m. (tovorna)
- Kranj–Naklo (tovorna)
- Dravograd–Otiški Vrh (tovorna)
- Ljutomer–Gornja Radgona (tovorna)
- Maribor Tezno–Maribor Studenci
- Ljubljana Zalog–Ljubljana P3
- Ljubljana Zalog–Ljubljana P4
- Ljubljana Zalog–Ljubljana P5

## Nekdanje železniške proge
V Sloveniji so nekdaj potekale naslednje proge:
- Porečanka (Trst–Koper–Poreč) (ozkotirna)
- Slovenska Bistrica
- Poljčane–Konjice–Zreče (ozkotirna)
- Jesenice–Planica
- Naklo–Tržič
- Velenje–Dravograd
- Brezovica–Vrhnika
- Čedad–Kobarid (ozkotirna)
- Dravlje–Vodmat
- Vodmatski lok
- Tivolski lok
- Vižmarje–Črnuče–Laze
- Pionirska proga (ozkotirna)
- Koroška železniška proga
- Trst–Kozina
- Senovo–Brestanica (ozkotirna, tovorna)

## Nezgrajene proge
Načrtovane, vendar nezgrajene proge:
- Proga V. kongresa
- Domžalski krog